# Thomas Wakley
Thomas Wakley, né le 11 juillet 1795 et décédé le 16 mai 1862, est un chirurgien anglais, fondateur de la revue médicale The Lancet et parlementaire radical du Parlement britannique. Il devient démagogue et réformateur social, lutte contre l'incompétence, les privilèges et le népotisme.

## Biographie
Thomas Wakley est né dans une famille paysanne prospère de Membury dans le Devonshire. Son père, Henry Wakley (1750–26 août 1842) a hérité de la propriété et loué des terres voisines pour devenir un grand fermier selon les standards de l'époque, et est également membre de la commission des clôtures des terrains gaspillés (Enclosure of Waste Land). Il est décrit comme un père juste mais sévère, et donne onze enfants à sa femme, huit garçons et trois filles. Thomas est le fils cadet, et suit des cours de grammaire à Chard et Taunton[réf. nécessaire].
Il se rend ensuite à Londres où il suit des cours d'anatomie à l'hôpital Saint Thomas, et s'engage dans les hôpitaux unis de Saint Thomas et Guy. La personnalité dominante de ces hôpitaux est Astley Cooper (1768–1841, membre de la Royal Society). Wakley obtient un diplôme de membre du Collège royal de chirurgie en 1817. Chirurgien à 22 ans, il s'installe à Regent Street et épouse Miss Goodchild en 1820, dont le père est marchand et directeur de l'hôpital Saint Thomas. Quatre enfants naissent de cette union, trois fils et une fille qui meurt jeune. Son fils ainé, Henry Membury Wakley, devient barrister, et coroner. Ses deux autres fils, Thomas Henry Wakley et le cadet, James Goodchild Wakley, deviennent tous deux éditeurs de The Lancet.
Durant toute sa carrière, Wakley montre une personnalité agressive, et ses expériences en ce domaine ont un démarrage sensationnel. En août 1820, le gang d'Arthur Thistlewood imagine quelque grief contre lui, brûle sa maison et le blesse sérieusement au cours d'un assaut meurtrier. L'affaire est obscure. Wakley est indirectement accusé par la compagnie d'assurance (qui a refusé sa demande d'indemnisation) d'avoir mis le feu lui-même à sa maison. Il gagne son procès contre la compagnie.

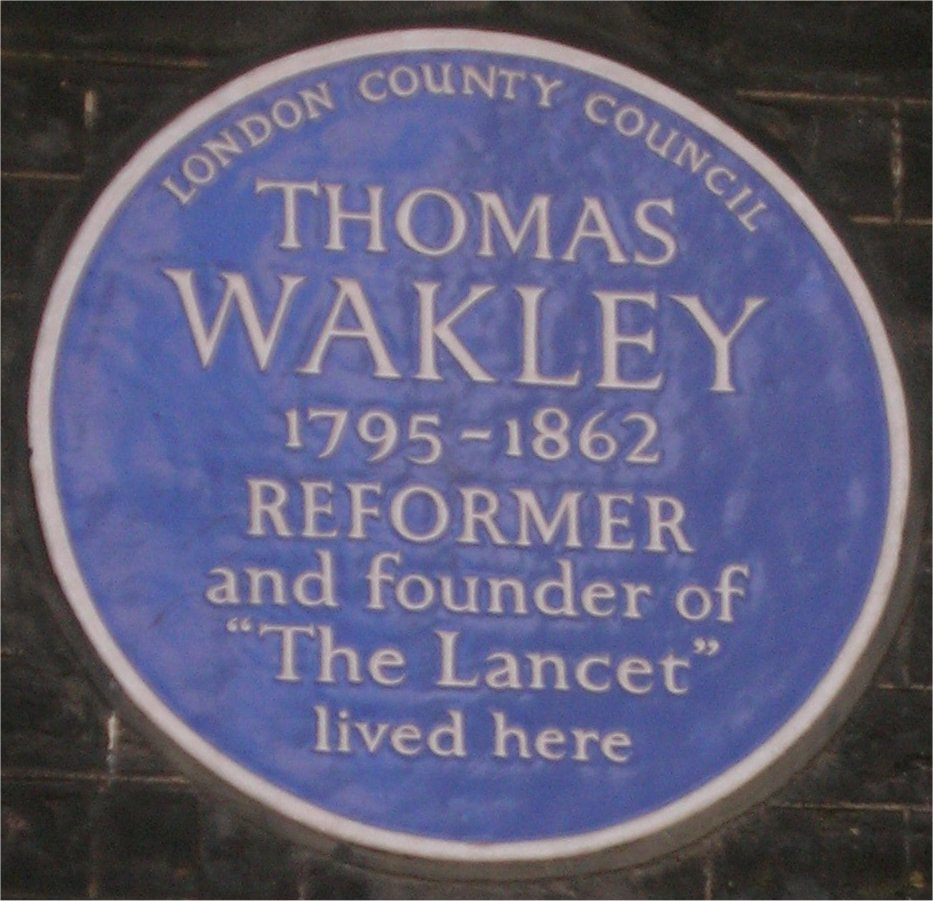
Plaque commémorative à Bedford Square, Londres

Le 16 mai 1862 Wakley décède à la suite d'une hémorragie causée par une chute. Sa santé n'avait cessé de décliner pendant une décennie, et les symptômes sont compatibles avec ceux de la tuberculose,,. Les trois fils de Wakley lui survivent, et le Lancet reste en mains familiales durant plus de deux générations. Aux funérailles, on voit certains de ceux qu'il avait mis au pilori : les conséquences à long terme de son radicalisme sont appréciées, du moins en partie. Wakley est enterré dans les catacombes du cimetière de Kensal Green. Une plaque commémorative bleue est accrochée sur sa maison de Bedford Square à Londres.

## Les annéesLancet
En 1823, il démarre la revue médicale hebdomadaire The Lancet, avec comme associés William Cobbett, William Lawrence, James Wardrop et un avocat spécialisé en diffamation. Le succès est immédiat : en 1830, le journal tire à 4000 exemplaires.
Au départ, l'éditeur du Lancet n'est pas nommé dans le journal, mais après quelques semaines, les rumeurs commencent à circuler. Lorsque le journal commence à imprimer le contenu des conférences d'Astley Cooper, celui-ci fait une visite surprise à son ancien étudiant, et le découvre en train de corriger les épreuves du prochain numéro. La gêne de Wakley quant à la perte de son anonymat satisfait tellement Cooper qu'ils arrivent, au terme d'une discussion amicale, à un accord satisfaisant pour les deux parties.
La présence d'un avocat s'avère très utile, car le Lancet est alors un journal militant, qui démarre une série d'attaques contre la corruption, courante parmi les médecins de l'époque. S'opposant aux chirurgiens hospitaliers et aux médecins, il publie des rapports de leurs cours et expose leur mauvaises pratiques. Il doit contrer plusieurs attaques juridiques qui ne font cependant qu'augmenter son influence. Il attaque les fondements du collège royal de chirurgie, et obtient un tel soutien de la part du corps médical, indigné par les abus exposés, qu'une pétition au parlement entraine en 1827 la restitution des fonds publics qui avaient été alloués.

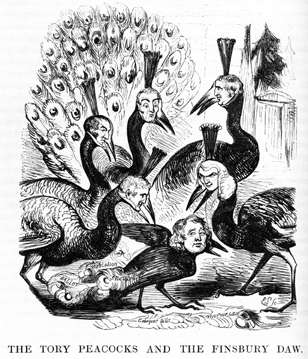
Wakley représenté en choucas, plumant les paons de son époque. Punch 1841

La campagne de Wakley est âpre et directe :

« [Nous déplorons] l'état de la société qui autorise des groupes de monopolistes et charlatans au cerveau d'oie et intéressés à usurper les plus hauts privilèges… c'est le ver parasite qui mange le cœur du corps médical. »

— Wakley,  The Lancet, vol. 1, Londres, 1838, p. 2–3

« Le conseil du collège de chirurgie reste une monstruosité orthodoxe et irresponsable au milieu des institutions anglaises – une relique antédiluvienne de tout… ce qui est le plus despotique et révoltant, inique et insultant, au visage de la planète. »

— Wakley, The Lancet, vol. 2, Londres, 1842 (lire en ligne), p. 246
Il est particulièrement sévère envers tous ceux qu'il considère comme charlatans. L'association homéopathique anglaise (English Homeopathic Association) est « un groupe de charlatans audacieux » et ses partisans « des bandits et des idiots, les idiots formant la majorité et les bandits les utilisant comme outils ».

### Collège de médecine de Londres
Une des meilleures idées de Wakley arrive en 1831, lorsqu'une série de réunions massives se tiennent pour lancer un rival au collèges royaux. Bien que le succès ne soit pas au rendez-vous, le collège de médecine de Londres jette les idées qui vont par la suite former la base des réformes de la charte des principaux instituts délivrant des licences, les apothicaires, le collège royal des chirurgiens et médecins.
Tout d'abord, il devait n'y avoir qu'une seule faculté : le collège de médecine de Londres devait inclure des médecins, chirurgiens et généralistes; les enseignants dans les écoles médicales privées devaient également être inclus. Ensuite, la structure devait être démocratique : pas de restriction de religion (par exemple les restrictions anglicanes des universités d'Oxford et Cambridge) ou d'institution (par exemple l'appartenance à un hôpital). Les dirigeants devraient être nommés au cours d'un scrutin annuel. Le coût des diplômes serait bas; ceux qui seraient déjà diplômés seraient éligibles pour devenir membres de manière que ceux ayant obtenu leur diplôme en Écosse seraient reçus sans devoir repasser un nouvel examen. Les nominations à des postes officiels (publics) devaient être faites au mérite, éliminant népotisme et favoritisme. Tous les membres porteraient le préfixe « Dr », supprimant ainsi les divisions artificielles entre les membres.
Sans grande surprise, le collège de médecine de Londres n'obtient pas un grand succès contre l'opposition unie des collèges établis et des autres institutions. Cependant, le plaidoyer pour la réforme était fait et de la manière la plus publique qui soit. Les législations et réformes à venir des chartes de gouvernance allaient être influencées de nombreuses années durant par cette campagne.

### Divers
Dans ses premières années, le Lancet publie également un contenu non médical. Ainsi, il est le premier hebdomadaire à publier régulièrement une colonne échecs, appelée The Chess Table. 
À l'occasion, on trouve également des articles politiques, des critiques de théâtre, des biographies de personnalités non médicale, ou des extraits de matériel d'autres publications. Rien de cela ne diminue son énorme impact sur la chirurgie dans les collèges royaux, qui s'ouvrent à la vue du public comme jamais auparavant.

## Membre du parlement
La réforme du collège des chirurgiens est lente, et Wakley s'affaire à remuer la Chambre des communes de l'intérieur. Il se présente sous l'étiquette radicale au parlement, et en 1835, il est élu comme membre du parlement pour la circonscription de Finsbury. Il conserve son siège jusqu'en 1852.
À la Chambre des Communes il s'exprime contre la loi des pauvres, la loi sur la police, les taxes sur les journaux, l'observance du jour du Seigneur et pour le chartisme, les martyrs de Tolpuddle, la liberté du commerce, l'indépendance de l'Irlande et, bien sûr, les réformes médicales. Tous ces sujets fournissent des débats vigoureux et luttes, car les années 1830 sont turbulentes. L'origine de ces difficultés réside dans le coût exorbitant des guerres napoléoniennes, et dans l'injustice inhérente au mode de fonctionnement des lois et du parlement britanniques. Les exigences chartistes demandent le suffrage universel pour les hommes adultes, l'élection annuelle du parlement, l'allocation d'une indemnité aux députés, l'abolition du cens électoral, le secret des votes et l'abolition des bourgs pourris (c'est-à-dire un découpage équitable des circonscriptions électorales). À part pour l'élection annuelle du parlement (il n'était ni faisable ni judicieux d'organiser des élections annuelles), toutes ces revendications finissent par être appliquées, ainsi que d'autres, mais cela a pris du temps. L'effet en est que les citoyens ordinaires ont leur mot à dire sur la gouvernance du pays (voir également démocratie). En cela, Wakley est l'un des nombreux militants; mais son influence est plus grande que beaucoup, car il était alors à l'intérieur du parlement.

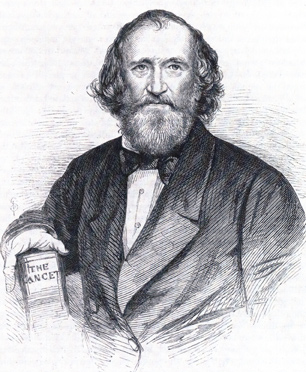
Wakley à un âge avancé.
Illustrated London News, 1862.

Comme anglican et pratiquant régulier, l'opposition de Wakley à la législation sur l'observance du jour du Seigneur est fondée non pas sur le sécularisme, mais sur sa sympathie pour les gens ordinaires. En son temps, les hommes travaillent six jours par semaine, et ne peuvent pas faire d'achats les soirs de paye. Si tous les magasins sont fermés le dimanche, ceci est clairement injuste pour les travailleurs. Il milite également pour que les lieux culturels tels que les musées et zoos soient ouverts tous les dimanches.

## Coroner
Wakley se bat également pour la médecine légale, et lorsque cela est établi, il est élu coroner pour l'ouest du Middlesex en 1839. Loyal à ses idées, il enquête sur toutes les morts dans les lieux de détention de la police. Il défend inlassablement les intérêts des classes travailleuses et milite sans relâche pour les réformes humanitaires, tout en continuant sa campagne contre les restrictions et abus médicaux ; en cela, le Lancet n'est pas seulement un organe professionnel, mais aussi un puissant moteur de réforme sociale.

### Flagellation
Des années durant, Wakley mène campagne contre l'utilisation de la flagellation comme punition. Les morts consécutives à une flagellation n'étaient pas inconnues dans l'armée britannique, et sans surprise lorsque l'on lit les détails. Wakley est coroner lorsque le soldat James White, après avoir commis une infraction disciplinaire, est soumis à 150 coups de chat à neuf queues dans le septième hussard en 1846, et meurt un mois plus tard, après avoir manifesté des symptômes de « sérieuse malice cardiaque et pulmonaire », suivis de pleurésie et pneumonie. Les médecins militaires, sous la pression directe du colonel du régiment, signent un certificat attestant que la cause de la mort est sans rapport avec le châtiment corporel. Avant l'enterrement, le vicaire s'entretient avec Wakley, qui émet un mandat d'enquête. Il recueille les témoignages des chirurgiens militaires, des médecins et des aide-soignants de l'hôpital, ainsi que d'experts indépendants. En l'occurrence, c'est le témoignage d'Erasmus Wilson, chirurgien à l'infirmerie Saint-Pancras qui explique que la flagellation et la mort avaient une relation de cause à effet. Le jury se met d'accord, et ajoute une annexe sans concession dans laquelle il exprime son « horreur et dégoût que la loi du pays autorise l'exécution d'un châtiment révoltant tel que la flagellation sur des soldats britanniques. Sprigge ajoute que ce n'est pas les arguments scientifiques de Wilson qui ont convaincu le jury, mais son affirmation que, s'il n'avait pas été fouetté, James White serait vivant. La loi sur l'armée de 1881 abolit la flagellation comme punition.

### Nourriture frelatée
Les dernières campagnes de Wakley sont contre la nourriture frelatée. Cela était très fréquent à l'époque, et son opposition a un effet notable en provoquant la réforme nécessaire de la législation. Pour en apporter les preuves, Wakley met en place la commission analytique et sanitaire du Lancet (Lancet Analytical and Sanitary Commission), qui fournit des « comptes-rendus des analyses microscopiques et chimiques des solides et fluides consommés par toutes les classes de la population ». Les méthodes sont conçues par Wakley, Sir William Brooke O'Shaughnessy et le Dr. Arthur Hill Hassall, qui était le commissionnaire.
La première investigation montre qu'« il est un fait que le café est largement frelaté ». Parmi les 34 cafés testés, 31 étaient frelatés. Les exceptions étaient vendues à un prix plus élevé. Le principal produit frelatant était la chicorée, mais de la farine de haricot ou de pomme de terre, ainsi que du maïs rôti, ont également été trouvés. De plus, il est montré que la chicorée elle-même est frelatée. Le Lancet publie des noms des commerçants sérieux, et menace de dénoncer les autres s'ils n'améliorent pas leurs produits. Un deuxième rapport du 26 avril 1851 met cette menace à exécution. Un troisième rapport montre que le café en boîte est encore plus frelaté. D'autres investigations suivent, sur le sucre, le poivre noir, le pain, le tabac, le thé et, la plus importante de toutes, sur l'eau de consommation. La première loi sur le frelatage s'applique en 1860, suivie d'une seconde en 1872, puis les lois sur la vente de nourriture et de médicaments de 1875 et 1879. Tout cela grâce à Wakley et ses associés.